# Tony Hall, Baron Hall of Birkenhead

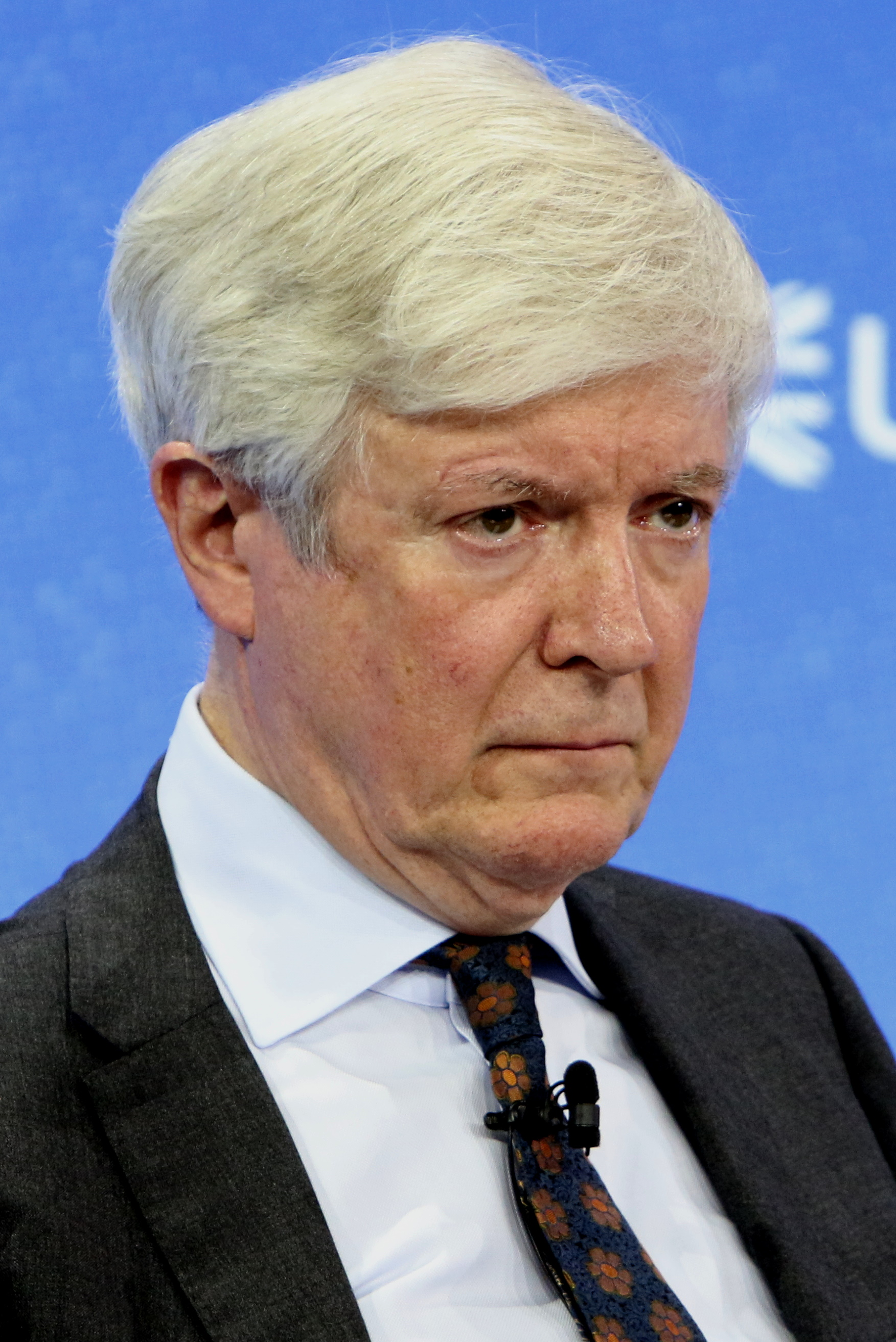
Tony Hall, Baron Hall of Birkenhead

Anthony William „Tony“ Hall, Baron Hall of Birkenhead, CBE (* 3. März 1951 in Birkenhead, Merseyside) ist ein britischer Medien- und Kulturmanager sowie seit 2010 als Life Peer Mitglied des House of Lords. Von 2001 bis 2012 war er Direktor des Royal Opera House in Covent Garden. Am 22. November 2012 wurde Lord Hall zum neuen Generaldirektor der BBC ernannt, am 2. April 2013 trat er die Stelle an und bekleidete den Posten bis zum 31. August 2020.

## Leben
Hall besuchte die Birkenhead School, eine koedukative Privatschule in der Grafschaft Merseyside im Nordwesten Großbritanniens, und das Keble College der University of Oxford,
wo er ein interdisziplinäres Studium in den Fächern Philosophie, Politikwissenschaften und Wirtschaftswissenschaften (Philosophy, Politics and Economics, PPE) absolvierte.
Nach seinem Abschluss ging er 1973 als Trainee zur BBC. 1984 wurde er Senior Producer der Six O'Clock News, 1985 Redakteur der 9 O' Clock News. Von 1987 bis 1990 war er zunächst Redakteur im Bereich News and Current Affairs, dann von 1990 bis 1996 Director of News and Current Affairs. 1993 wurde er Management Director im BBC Board of Management für den Bereich News. Diese Position hatte er bis 1996 inne. Von 1996 bis 2001 war er bei der BBC dann Chief Executive Director für den Bereich News and Current Affairs.
Zu seinen Erfolgen gehörte die Einführung der Programme BBC Parliament (1992) und BBC Radio 5 Live (1994). 1999 kandidierte er für das Amt des Generaldirektors der BBC.
Im April 2001 wurde Hall Direktor des Royal Opera House. Er schuf die Abteilung ROH2, die sich speziell der Förderung junger Künstler und der Akquise neuer Publikumsschichten widmete. Seitdem startete er mehrere Initiativen, um breitere Publikumsschichten zu gewinnen, beispielsweise durch Übertragung von Opernvorstellungen auf Außenleinwänden, durch die Einführung der Paul-Hamlyn-Matinéen und durch Tickets zu ermäßigten Preisen.
Dazu gehörten insbesondere die Abgabe nicht verkaufter Tickets zu reduzierten Preisen an Schüler und Studenten, Tickets für Familien und spezielle Vorstellungen für Besucherorganisationen.
2007 kaufte Hall für das Royal Opera House Covent Garden das renommierte DVD-Label Opus Arte. Mit diesem Kauf wollte Hall in erster Linie neue Zielgruppen erschließen und das digitale Opernangebot insgesamt erweitern. Im Rahmen der Werbestrategie plante Hall Live-Übertragungen von Opernaufführungen, ebenso wie DVD-Vorführungen in Kinos und Video-on-demand-Möglichkeiten.
Im April 2007, nach einem Zwischenfall im Norden des Persischen Golfs, bei dem 15 Angehörige der Royal Navy von Mitgliedern der Streitkräfte des Iran festgenommen worden waren, wurde Hall beauftragt, die Strategie des britischen Verteidigungsministeriums im Umgang mit den Medien zu untersuchen. Hall kam in seinem Bericht zu dem Ergebnis, dass die Tatsache, dass Mitglieder der Streitkräfte mit Kenntnis
des britischen Verteidigungsministeriums ihre Geschichte gegen Geld an die Medien verkaufen konnten, die Öffentlichkeit brüskiert und das Ansehen der britischen Streitkräfte beschädigt habe.
Im Juli 2009 wurde Hall von der britischen Regierung und dem Mayor of London mit der Gründung und dem Vorsitz des Gremiums zur Leitung der Kulturolympiade im Rahmen der Olympischen Sommerspiele 2012 in London betraut. Halls Auftrag war es, das kulturelle Rahmenprogramm auf den Weg zu bringen. Außerdem wurde er Mitglied des Aufsichtsrates des London Organising Committee for the Olympic Games.
Hall ist verheiratet und hat zwei Kinder.

## Mitgliedschaft im House of Lords
Am 5. Februar 2010 wurde offiziell bekanntgegeben, dass er zum Life Peer ernannt und im House of Lords als Crossbencher sitzen wird. Am 22. März 2010 wurde Hall offiziell in sein Amt eingeführt. Er trägt den Titel Baron Hall of Birkenhead, of Birkenhead in the County of Cheshire.

## Sonstige Ämter und Ehrungen
Im April 2004 wurde Hall Vorsitzender von Creative & Cultural Skills, eines unter der Schirmherrschaft der britischen Wirtschaft neu gegründeten Councils und Netzwerks zur Förderung und Entwicklung beruflicher Fähigkeiten im kulturellen und künstlerischen Sektor.
Er ist auch Vorsitzender des Music and Dance Scheme Advisory Board. Er war im Fachbereich Tanz Vorsitzender einer Gutachter-Kommission für das Department for Education and Skills (DFES), deren Ergebnis schließlich zu einer Förderung von zusätzlich 5 Millionen £ für die Tanzausbildung in Großbritannien führte.
Hall ist Mitglied des Management Committee des Clore Leadership Programme und Non-Executive Director von Channel 4. Er gehört auch dem Culture and Creative Advisory Forum panel für das Department for Culture, Media and Sport (DCMS) an und ist seit 2000 Vorsitzender des Theatre Royal Stratford East in Stratford (Stand: Februar 2010).
Hall war 1999 Visiting Fellow im Fachbereich Journalismus an der City University London. Er war Mitglied der Regeneration Through Heritage Steering Group, Vorstandsmitglied bei der Organisation Race for Opportunity, Vorstandsmitglied von Learndirect und Mitglied des Verwaltungsrates der Brunel University. Bis Mai 2000 war er Vorsitzender der Royal Television Society.
Hall wurde 2005 zum Commander des Order of the British Empire ernannt.

## Veröffentlichungen
- 1981: King Coal – A History of The Miners
- 1987: Nuclear Power